# Geelong United
Le Geelong United sono, una società cestistica avente sede a Geelong, in Australia. Fondate nel 1984, giocano nella WNBL.
Disputano le partite interne allo State Basketball Centre.